# Edward Drake (ski alpin)
Pour les articles homonymes, voir Drake et Edward Drake (homonymie).
Edward Joseph « Ed » Drake est un skieur alpin et skieur acrobatique britannique, né le 12 janvier 1986 à Londres.

## Biographie
Membre du Kandahar Ski club, Edward Drake est débutant dans les compétitions de la FIS en 2001. Aux Jeux olympiques d'hiver de 2010, où il est 38e de la descente, 32e du super G, 29e du super combiné et 37e du slalom géant.
Il compte dix départs en Coupe du monde entre 2009 et 2011 pour un résultat dans les points (26e du super combiné de Chamonix). En novembre 2009, il monte sur son premier et unique podium en Coupe d'Europe en terminant troisième du super G de Reiteralm. Il participe aussi à deux Championnats du monde en 2009 (27e de la descente notamment) et 2011.
Il remporte le général au Championnat de Grande-Bretagne en 2008 et 2009. En 2013, il décide de se rediriger vers le ski acrobatique.
Il prend part aux Championnats du monde dans ce sport dans la spécialité du skicross 2013 et  2015, sans passer en phase finale.
Il prend sa retraite sportive en 2015.

## Palmarès

### Jeux olympiques d'hiver
| Épreuve / Édition | Vancouver 2010 |
| Descente          | 38e            |
| Super G           | 32e            |
| Slalom géant      | 37e            |
| Super combiné     | 29e            |

### Championnats du monde
| Épreuve / Édition | Val d'Isère 2009 | Garmisch-Partenkirchen 2011 |
| Descente          | 27e              |                             |
| Super G           | 29e              | Abandon                     |
| Combiné           | Disqualifié      |                             |

### Coupe du monde
- Meilleur classement général : 158e en 2011.
- Meilleur résultat : 26e.

| Saison/Classement | Général | Général | Combiné | Combiné |        |        |
| Saison/Classement | Class.  | Points  | Class.  | Points  | Class. | Points |
| ----------------- | ------- | ------- | ------- | ------- | ------ | ------ |
| 2011              | 158e    | 5       | 50e     | 5       |        |        |

### Coupe d'Europe
- 1 podium.